# Новокуктово
Новоку́ктово (рос. Новокуктово, башк. Яңы Күктау) — присілок у складі Ілішевського району Башкортостану, Росія. Входить до складу Карабашевської сільської ради.
Населення — 316 осіб (2010; 320 у 2002).
Національний склад:
- башкири — 85 %